# Grenville-sur-la-Rouge
Pour les articles homonymes, voir Grenville.
Grenville-sur-la-Rouge (API: /ɡʁɛn.vil.syʁ.la.ʁuʒ/) est une municipalité du Québec (Canada), située dans la municipalité régionale de comté (MRC) d'Argenteuil dans la région administrative des Laurentides.

## Histoire
Le nom de la municipalité provient du nom de l'ancien canton de Grenville, l'une des deux anciennes municipalités fusionnées en la municipalité actuelle, de même que du nom de la rivière Rouge qui arrose la municipalité. Le nom Grenville honore l’homme politique britannique, Sir William Grenville (1759-1824), Premier ministre (11 février 1806-31 mars 1807) du roi George III et premier baron de Grenville. L'origine du nom de la rivière Rouge est incertaine mais l'hypothèse la plus vraisemblable se rapporte à la teinte rougeâtre des eaux de la rivière provoquée par l'oxydation des roches de son lit. La municipalité est créée en 2002 par la fusion de l'ancienne municipalité de Calumet et du canton de Grenville.

## Géographie
Grenville-sur-la-Rouge est située sur la rive gauche de la rivière des Outaouais, au nord de la ville de Hawkesbury (Ontario). Elle est bornée au nord par Harrington, au nord-est par Wentworth-Nord, à l'ouest par Notre-Dame-de-Bonsecours et Fassett, à l'est par Brownsburg-Chatham. Sur la rive opposée de l'Outaouais, outre Hawkesbury se trouvent les cantons d'Alfred et Plantagenet, Champlain et Hawkesbury Est. Le territoire de la municipalité couvre une superficie totale de 329 km2 dont 322 km2 terrestres. La municipalité se trouve au piémont des Laurentides dans le Bouclier canadien. La municipalité est arrosée par la rivière Rouge et la rivière du Calumet, lesquelles s'y jettent dans l'Outaouais.

### Hydrographie
À partir du lac du Nord, dans le sud-ouest de la municipalité, la Petite rivière Saumon coule vers le sud jusqu'à sa confluence avec la rivière des Outaouais.
La rivière Rouge traverse le centre de la municipalité du nord au sud jusqu'à sa confluence avec la rivière des Outaouais.
La rivière du Calumet Est traverse la municipalité du nord-est vers le sud-ouest jusqu'à sa confluence avec la rivière du Calumet qui, à partir du lac wilson dans le nord-est, coule vers le sud jusqu'à sa confluence avec la rivière des Outaouais.
À partir de son crénon, dans le nord-est, la rivière Kingham coule vers le sud jusqu'à sa confluence avec la rivière des Outaouais dans le sud-est de la municipalité.

## Démographie
Le recensement dénombre 2 746 habitants en 2011. La population totale permanente est en croissance légère mais continue depuis le début des années 1990. Le nombre de non-résidents ayant une propriété à Grenville-sur-la-Rouge est estimé à 1 000. En 2011, Grenville-sur-La Rouge compte 1 248 logements privés occupés par des résidents habituels et 651 résidences secondaires et autres logements non habituellement occupés de manière permanente.
Population totale, 1991-2016
| 1991  | 1996  | 2001  | 2006  | 2011  | 2016  | 2021  |
| ----- | ----- | ----- | ----- | ----- | ----- | ----- |
| 2 467 | 2 563 | 2 663 | 2 721 | 2 746 | 2 824 | 2 883 |

## Politique et administration
| L'écu de la municipalité de Grenville-sur-la-Rouge se blasonne ainsi : D'or à la bande ondée de gueules accostée de deux écussons aux armes du très honorable George Grenville au naturel (De sinople à la croix d'argent chargée de cinq tourteaux de gueules) |

Une particularité de Grenville-sur-la-Rouge est d'être divisée en deux arrondissements : Grenville et Calumet, qui correspondent aux deux anciennes municipalités constituantes de la municipalité actuelle. L'arrondissement de Grenville est reconnu bilingue par la charte de la langue française. Le conseil municipal planifie la construction d'un nouvel hôtel de ville pour 2013. Le mode d'élection est en bloc et sans division électorale. La mairie est quelque instable pour le terme 2009-2013, comptant deux élections partielles et quatre maires se succédant. Aux élections partielles à la mairie de 2010, John Saywell devient maire, devançant l’ancien maire Michel Brosseau. Lors des élections partielles à la mairie le 24 mars 2013, Michel Brosseau devient maire, récoltant davantage de voix que Marc Legris et Richard Polissena,. Les relations au conseil municipal demeurent néanmoins tendues. Michel Brosseau ne se représente pas à la mairie à l'élection de novembre 2013. L'ancien maire John Saywell est élu avec 78,8 % contre Diane Monette. Le taux de participation est de 48,3 % et quinze candidats se disputent les six postes de conseillers,.
|             | 2005-2009                                                                                          | 2009-2013 | 2013-2017 | 2017-2021                                                                                  | 2021-2025                                                                                        |
| Résultats   | Voir                                                                                               | Voir | Voir | Voir                                                                                       | Voir                                                                                             |
| Maire       | H. Gary Cowan                                                                                      | Jean-Marc Fillion, 2009-2010 John Saywell, 2011-2012 Diane Monette, Mairesse suppléante, 2011-2013 Michel Brosseau, 2013 | John Saywell | Tom Arnold                                                                                 | Tom Arnold                                                                                       |
| Conseillers | Michel Brosseau Gilles Drouin Paul-André Gauthier Mike MacTavish Diane Monette Teresa Ogle-Foreman | Diane Monette Noël F. Baril Alain Carrière Daniel Gauthier Pierre Lessard Teresa Ogle-Foreman                            | Claude Cadieux Robert D'Auzac Daniel Gauthier Sébastien Gros Raymond Larose (2013-janvier 2014) Michel Perreault Louise Gorman | Manon Jutras Ron Moran Natalia Czarnecka Denis Filion Serge Bourbonnais Marc André Le Gris | Manon Jutras Carl Woodbury Natalia Czarnecka Denis Filion Patrice Deslongchamps Isabelle Brisson |

La population locale est représentée à l'Assemblée nationale du Québec par le député de la circonscription d'Argenteuil. La circonscription fédérale est Argenteuil—La Petite-Nation.

## Économie
La rivière Rouge est reconnue pour ses activités nautiques en eau vive comme le canot, le kayak et le rafting. Les services d'accueil touristique comprennent le camping de la Halte des Sept-Sœurs. Hydro-Québec prévoit en 2014 la fermeture de la centrale hydroélectrique Chute Bell sur la rivière Rouge après le rachat des parts respectives de 20 % et 10 % de la municipalité de Grenville-sur-la-Rouge et de la MRC d'Argenteuil dans la société en commandite ayant aménagé et exploitant la centrale depuis 1999. L'Hôtel Villégiature Lac Carling a recommencé ses activités en 2016.

## Urbanisme
Les paysages sont de qualité. Les terres y sont généralement peu fertiles et le couvert forestier est dominant. Elle compte quelques hameaux dont Calumet et Pointe-au-Chêne. Le territoire municipal est traversé d'est en ouest par l'autoroute de l'Outaouais (A-50) qui relie Gatineau à Lachute et Mirabel. La route 148, ancien trajet entre Gatineau et Lachute, longe la rivière des Outaouais. Le Chemin Scotch, qui correspond à un segment de la route 344, suit un axe nord-sud reliant l'échangeur avec l'autoroute 50 au village de Grenville puis vers le pont du Long-Sault qui permet d'accéder à la ville franco-ontarienne de Hawkesbury. Vers l'est, la route 344 se dirige vers Oka. Le pont Rivington franchit la rivière. Le secteur de Carillon est desservi par le centre communautaire Paul-Bougie.

## Éducation
La Commission scolaire Sir Wilfrid Laurier administre les écoles anglophones:
- École primaire Laurentian (une partie) à Lachute[22]
- École primaire Grenville (une partie) à Grenville[23]
- École secondaire Laurentian Regional (en) à Lachute[24]

## Culture
Les principaux artistes locaux comprennent Simon Lefrançois, sculpteur sur bois et ferronnier d'art. La Route des arts est un événement ateliers ouverts se tenant fin juillet de Wentworth-Nord à Grenville-sur-la-Rouge.

## Société
Un glissement de terrain se produit sur le chemin de la Rouge en 2013.